# Saison 2024 de Súper Rugby Américas
Navigation
2023 2025
La saison 2024 du Súper Rugby Américas est la 5e édition de la compétition qui se déroule du 17 février au 14 juin 2024. Elle oppose sept équipes d'Amérique du Sud et une franchise des États-Unis.

## Format
Le format de la compétition n'est pas modifié pour cette édition 2024. Les équipes disputent une poule unique en matchs aller-retour. Les quatre premiers se qualifient pour les demi-finales ; la finale est programmée pour le 14 juin 2024.
| Équipe           | Ville                   | Pays       | Stade                            | Capacité | Début en SLAR |
| ---------------- | ----------------------- | ---------- | -------------------------------- | -------- | ------------- |
| American Raptors | Glendale (Colorado)     | États-Unis | Infinity Park                    | 5 000    | 2023          |
| Cobras           | Jacarei (São Paulo)     | Brésil     | Estádio Municipal du Cambuzano   | 3 800    | 2020          |
| Dogos XV         | Córdoba (Cordoba)       | Argentine  | Tala Rugby Club                  | 4 000    | 2020          |
| Yacare XV        | Asuncion                | Paraguay   | Estadio Héroes de Curupayty (en) | 3 000    | 2020          |
| Pampas           | Buenos Aires            | Argentine  | Club Atlético San Isidro         | 5 000    | 2023          |
| Peñarol Rugby    | Montevideo (Montevideo) | Uruguay    | Stade Charrúa                    | 14 000   | 2020          |
| Selknam          | Santiago (Santiago)     | Chili      | Stade national                   | 47 000   | 2020          |

## Classement et résultats

### Classement
| Rang | Club             | J  | V  | N | D  | Bo | Bd | Pm  | Pe  | Diff | Pts |
| ---- | ---------------- | -- | -- | - | -- | -- | -- | --- | --- | ---- | --- |
| 1    | Pampas           | 12 | 11 | 0 | 1  | 10 | 1  | 524 | 230 | +294 | 55  |
| 2    | Dogos XV         | 12 | 8  | 2 | 2  | 7  | 1  | 376 | 227 | +149 | 44  |
| 3    | Yacare XV        | 12 | 6  | 0 | 6  | 6  | 2  | 336 | 301 | +35  | 32  |
| 4    | Peñarol Rugby    | 12 | 5  | 1 | 6  | 6  | 2  | 291 | 316 | -25  | 30  |
| 5    | Selknam          | 12 | 5  | 1 | 6  | 3  | 1  | 288 | 321 | -33  | 26  |
| 6    | American Raptors | 12 | 3  | 0 | 9  | 3  | 2  | 222 | 443 | -221 | 17  |
| 7    | Cobras           | 12 | 2  | 0 | 10 | 2  | 1  | 226 | 425 | -199 | 11  |

|  | Qualifiés pour les demi finales (no 1, no 2, no 3, no 4) |

### Résultats
L'équipe qui reçoit est indiquée dans la colonne de gauche.
| Résultats (▼dom., ►ext.) | COB   | DOG   | PAM   | PEÑ   | RAP   | SEL   | YAC   |
| Cobras                   | —     | 6-29  | 20-38 | 15-13 | 40-45 | 20-30 | 10-27 |
| Dogos                    | 31-9  | —     | 15-37 | 26-26 | 56-8  | 23-23 | 36-32 |
| Pampas                   | 70-38 | 14-18 | —     | 38-20 | 52-17 | 54-0  | 22-12 |
| Peñarol                  | 19-25 | 12-27 | 25-63 | —     | 37-7  | 35-17 | 24-41 |
| Raptors                  | 29-21 | 14-63 | 14-47 | 17-24 | —     | 7-26  | 35-33 |
| Selknam                  | 43-15 | 24-33 | 19-41 | 23-25 | 24-19 | —     | 39-15 |
| Yacare                   | 51-7  | 22-19 | 32-48 | 17-31 | 20-10 | 34-20 | —     |

- Victoire à domicile
- Match nul
- Victoire à l'extérieur

### Phase finale
|  | Demi-finales               | Demi-finales               | Demi-finales               | Demi-finales               |        |        | Finale                                   | Finale                                   | Finale                                   | Finale                                   |
|  |                            |                            |                            |                            |        |        |                                          |                                          |                                          |                                          |
|  | 7 juin 2024 à Buenos Aires | 7 juin 2024 à Buenos Aires | 7 juin 2024 à Buenos Aires | 7 juin 2024 à Buenos Aires |        |        | 14 juin 2024 au Club Atlético San Isidro | 14 juin 2024 au Club Atlético San Isidro | 14 juin 2024 au Club Atlético San Isidro | 14 juin 2024 au Club Atlético San Isidro |
|  | 1                          | Pampas                     | 50                         | 50                         |        |        | 14 juin 2024 au Club Atlético San Isidro | 14 juin 2024 au Club Atlético San Isidro | 14 juin 2024 au Club Atlético San Isidro | 14 juin 2024 au Club Atlético San Isidro |
|  | 1                          | Pampas                     | 50                         | 50                         |        |        | 14 juin 2024 au Club Atlético San Isidro | 14 juin 2024 au Club Atlético San Isidro | 14 juin 2024 au Club Atlético San Isidro | 14 juin 2024 au Club Atlético San Isidro |
|  | 4                          | Peñarol Rugby              | 27                         | 27                         |        |        | 14 juin 2024 au Club Atlético San Isidro | 14 juin 2024 au Club Atlético San Isidro | 14 juin 2024 au Club Atlético San Isidro | 14 juin 2024 au Club Atlético San Isidro |
|  | 4                          | Peñarol Rugby              | 27                         | 27                         | Pampas | Pampas | 23                                       | 23                                       |                                          |                                          |
|  | 8 juin 2024 à Córdoba      |                            |                            |                            | Pampas | Pampas | 23                                       | 23                                       |                                          |                                          |
|  |                            |                            | Dogos                      | Dogos                      | 27     | 27     |                                          |                                          |                                          |                                          |
|  | 2                          | Dogos XV                   | Dogos                      | Dogos                      | 27     | 27     | 17                                       | 17                                       |                                          |                                          |
|  | 2                          | Dogos XV                   |                            |                            |        |        |                                          | 17                                       |                                          |                                          |
|  | 3                          | Yacare XV                  | 14                         | 14                         |        |        |                                          |                                          |                                          |                                          |
|  | 3                          | Yacare XV                  | 14                         | 14                         |        |        |                                          |                                          |                                          |                                          |